# Wolfgang Vogel
Wolfgang Vogel (ur. 30 października 1925 w Bolesławowie, zm. 21 sierpnia 2008 w Schliersee) – niemiecki adwokat, w latach zimnej wojny pośrednik w wymianie szpiegów i handlu więźniami politycznymi.

## Życiorys
Vogel urodził się w 1925 roku w Bolesławowie na ziemi kłodzkiej. W 1944 roku trafił do Reichsarbeitsdienst w Sobótce, następnie zaś na kurs pilotów Luftwaffe. Po wysiedleniu Niemców ukończył studia prawnicze w Lipsku. Oficjalnie zajmował się sprawami rozwodowymi. W późniejszych latach osiadł w Berlinie Wschodnim.
Na przełomie lat 50. i 60. XX w. został pośrednikiem pomiędzy rządem Niemiec Zachodnich i wschodnioniemiecką partią SED. Na zlecenie władz NRD pośredniczył w wykupie przez rząd zachodnioniemiecki ok. 33.000 więźniów politycznych z NRD oraz w łączeniu rodzin obejmującym ponad 250.000 obywateli wschodnioniemieckich. Łącznie sprzedaż więźniów politycznych na Zachód przyniosła wschodnioniemieckiemu państwu 3,4 mld marek. Pierwszych więźniów przewoził do Niemiec Zachodnich własnym złotym autem marki Mercedes-Benz, od tego też pochodzi jego przydomek – „człowiek w złotym mercedesie”. Na zlecenie KGB władze NRD powierzyły mu także pośrednictwo w negocjacjach dotyczących wymiany schwytanych agentów. Za jego sprawą wymieniono ok. 150 szpiegów, m.in. Mariana Zacharskiego, Rudolfa Abla, Francisa Gary'ego Powersa. Po raz ostatni przyczynił się do wywiezienia więźniów politycznych na Zachód w grudniu 1989 roku, już po przemianach w NRD.
Po upadku Muru Berlińskiego oskarżony przez kilku uciekinierów z NRD o wymuszenia sprzedaży nieruchomości, oszustwa, złamanie tajemnicy adwokackiej i szantaż, a następnie aresztowany. Początkowo skazany na 2,5 roku więzienia w zawieszeniu, uniewinniony przez Sąd Najwyższy.
Zmarł w 2008 roku.